# Varna (Italie)
Pour les articles homonymes, voir Varna.
Varna (en allemand, Vahrn) est une commune italienne d'environ 5 000 habitants située dans la province autonome de Bolzano dans la région du Trentin-Haut-Adige, dans le Nord-Est de l'Italie.

## Abbaye de Novacella
Pour un article plus général, voir Abbaye de Novacella.
Dans le comune se situe le couvent de Novacella, une abbaye des chanoines réguliers de saint Augustin,  une des abbayes les plus prestigieuses du nord de l'Italie, ainsi qu'un grand complexe de bâtiments religieux et civils. En mai 1956, le pape Pie XI a élevé l'église abbatiale au rang de basilique mineure.

## Administration
| Période                                  | Période  | Identité      | Étiquette | Qualité |
| ---------------------------------------- | -------- | ------------- | --------- | ------- |
| 9 mai 2005                               | En cours | Josef Sigmund | SVP       |         |
| Les données manquantes sont à compléter. |          |               |           |         |

### Hameaux
Novacella, Scaleres, Spelonca

### Communes limitrophes
Les communes limitrophes sont  Bressanone, Chiusa, Fortezza, Naz-Sciaves, Sarentino et Velturno.